# Phasgonophorinae
Die Phasgonophorinae bilden eine Unterfamilie der Erzwespenfamilie Chalcididae.

## Taxonomie
Die Phasgonophorinae wurden erstmals als eine eigene Gruppe, die Tribus Phasgonophorini, von dem französischen Entomologen Jean-Renaud Steffan 1951 erkannt. Die Tribus wurde der Unterfamilie Brachymeriinae zugeordnet. Später wurde die Tribus der Unterfamilie Chalcidinae zugewiesen. Cruard et al. (2020) erhoben das Taxon zu einer Unterfamilie. Morphologische und molekularbiologische Studien stützen die Annahme, dass die Phasgonophorinae eine Schwestergruppe der Brachymeriinae sind. Die Unterfamilie umfasste im Jahr 2020 66 beschriebene Arten sowie eine Reihe noch unbeschriebener Arten. Gul et al. (2020) synonymisierten auf der Grundlage phylogenetischer Untersuchungen die Gattungen Bactrochalcis, Chalcidellia, Muhabbetella, Trigonura, Trigonurella und Urochalcis mit Phasgonophora.

## Merkmale
Der Körper der Phasgonophorinae ist schwach sklerotisiert. Eine malare Furche ist nicht vorhanden. Die Gruben der Fühlereinlenkungen sind tief. Die Fühler sind auf Höhe des unteren Rands der Facettenaugen eingelenkt. Beide Mandibeln weisen 3 Zähne auf. Die Procoxae weisen vorne eine tiefe Depression auf. Die Postmarginalader ist kurz und übertrifft nur die Stigmalader an Länge. Der Petiolus ist sehr kurz, entweder dorsal vollständig verdeckt oder nur als ein ringförmiges Sklerit erkennbar, ventral jedoch besser sichtbar. Das erste Tergit weist dorsolaterale Costulae auf. Das Syntergum ist oft  zu einem Stylus verlängert. Die Unterfamilie Phasgonophorinae wird nach Cruard et al. (2020) anhand folgender drei Apomorphien definiert. Die maxillaren Fortsätze sind etwas voneinander getrennt. Der Hinterrand des Pronotums ist stark konkav. Die Protibien sind ohne Sockelsporn, aber deutlich ausgeweitet, wodurch das Aussehen eines Sporns entsteht.
Für die Tribus Phasgonophorini gilt: Die Metatibien sind ohne apikalen Sporn.
Für die Tribus Stypiurini gilt: Die Bohrerklappen sind nach unten gebogen.

## Verbreitung
Die Unterfamilie ist in weiten Teilen der Welt vertreten. Sie weist in den Tropen die größte Artenvielfalt auf. Dort gibt es noch viele unbeschriebene Arten.

## Lebensweise
Die Phasgonophorinae sind Parasitoide holzbohrender Käfer in den Familien der Bockkäfer, Breitrüssler, Prachtkäfer und Rüsselkäfer (einschließlich Borkenkäfer).

## Innere Systematik
Die Phasgonophorinae sind wie folgt gegliedert:
- Phasgonophorini
  - Phasgonophora Westwood, 1832 – 39 Arten
- Stypiurini
  - Kopinata Boucek, 1988 – 1 Art (K. partirubra)
  - Megalocolus Kirby, 1883 – 13 Arten
  - Stenochalcis Masi, 1929 – 2 Arten
  - Stypiura Kirby, 1883 – 9 Arten